# 耶律余里衍
耶律余里衍（?—?），为契丹（遼朝）皇女，辽天祚帝耶律延禧之女。
耶律余里衍是文妃萧瑟瑟所生，耶律余里衍封蜀国公主。在辽国灭亡时，被金国人所获。《金史 卷七十四 列传第十二》作馀里衍。辽太叔胡卢瓦妃，国王捏里次妃，辽汉夫人，和天祚帝子秦王耶律定、许王耶律宁，女耶律骨欲、耶律余里衍、耶律斡里衍、耶律大奥野、耶律次奥野、赵王妃斡里衍，招讨迪六，详稳六斤，节度使孛迭、赤狗兒都被完颜宗望擒获。只有梁王耶律雅里及天祚帝长女乘军乱逃去。